# Adelgunda de Baviera
Adelgunda Augusta Carlota de Baviera (Würzburg, Regne de Baviera 1823 - Múnic 1914) fou una princesa de Baviera que va esdevenir duquessa consort del Ducat de Mòdena.

## Orígens
Va néixer el 19 de març de 1823 a la ciutat de Würzburg, sisena filla del rei Lluís I de Baviera i Teresa de Saxònia-Hildburghausen. Neta Maximilià I de Baviera i Maria Guillermina de Hessen-Darmstadt, i de Frederic I de Saxònia-Altenburg i Carlota de Mecklenburg-Strelitz. Germana del rei Maximilià II de Baviera i d'Otó I de Grècia.

## Duquessa de Mòdena
Va casar-se el 30 de març de 1842 a la ciutat de Múnic amb el futur duc de Mòdena Francesc d'Àustria-Este, fill de Francesc IV de Mòdena i Maria Beatriu de Savoia. El 21 de gener de 1846 el seu marit va accedir al tron ducal, però amb les notícies de les revolucions de 1848, van abandonar Mòdena en direcció a Verona, després Sterzing i, finalment Ebenzweier, a l'Alta Àustria, on va néixer la seva filla Anna, morta l'any següent. Va tornar a Mòdena l'1 de juny de 1849.
El 1858 va viatjar amb el seu marit a Roma, per retornar la visita que els havia fet el papa Pius IX. Amb els primers signes de guerra el 1859, Aldegunda va abandonar Mòdena de nou, després de la batalla de Magenta i la votació que va fer fora els Àustria-Este. Així, arran de l'expulsió del seu marit del ducat , que va ser incorporat al regne d'Itàlia durant el procés d'unificació, van establir-se a Viena, al desaparegut Palau de Mòdena i al Castell de Wildenwarth, a l'Alta Baviera.
El seu darrer acte com a sobirana del ducat va ser el comiat de la brigada d'Este, els darrers soldats lleials a l'antic ducat i a la dinastia Àustria-Este, a Cartigliano l'any 1863, als quals se'ls va concedir una medalla per la seva fidelitat i constància. El febrer de 1870 va assistir a Roma, també amb el seu espòs, a les reunions del concili ecumènic.

## Darrers anys
Va quedar-se vídua el 20 de novembre de 1875. Des d'ençà aleshores, va residir amb els seus germans. Com no havia tingut altres fills, a partir d'aquell moment va dedicar-se a tenir cura dels seus nebots. La seva mort va succeir el 28 d'octubre de 1914, quan tenia 91 anys. Va ser enterrada a la cripta imperial dels Habsburg a l'església dels caputxins de Viena, al costat del espòs.